# Tzotzil
Tzotzil är ett språk som tillhör språkfamiljen mayaspråk.
Det finns sex dialekter av tzotzil med olika grad av inbördes begriplighet, uppkallade efter de skilda regioner i Chiapas där de talas: San Juan Chamula, Zinacantán, San Andrés Larráinzar, Huixtán, Chenalhó, och Venustiano Carranza. Tzotzilvarianten i San Bartolomé de Los Llanos, Venustiano Carranzaregionen, är unik för att den har två fonemiska ordtoner.
Tzotzil är, tillsammans med tzeltal, en gren av mayaspråken som kallas tzeltalanska, vilka tillsammans med Ch’ol bildar undergruppen cholansk-tzeltalanska. Dessa språk är de vanligaste mayaspråken i Chiapas numera.